# 祖布雷茨
48°59′14″N 25°17′17″E / 48.98722°N 25.28806°E

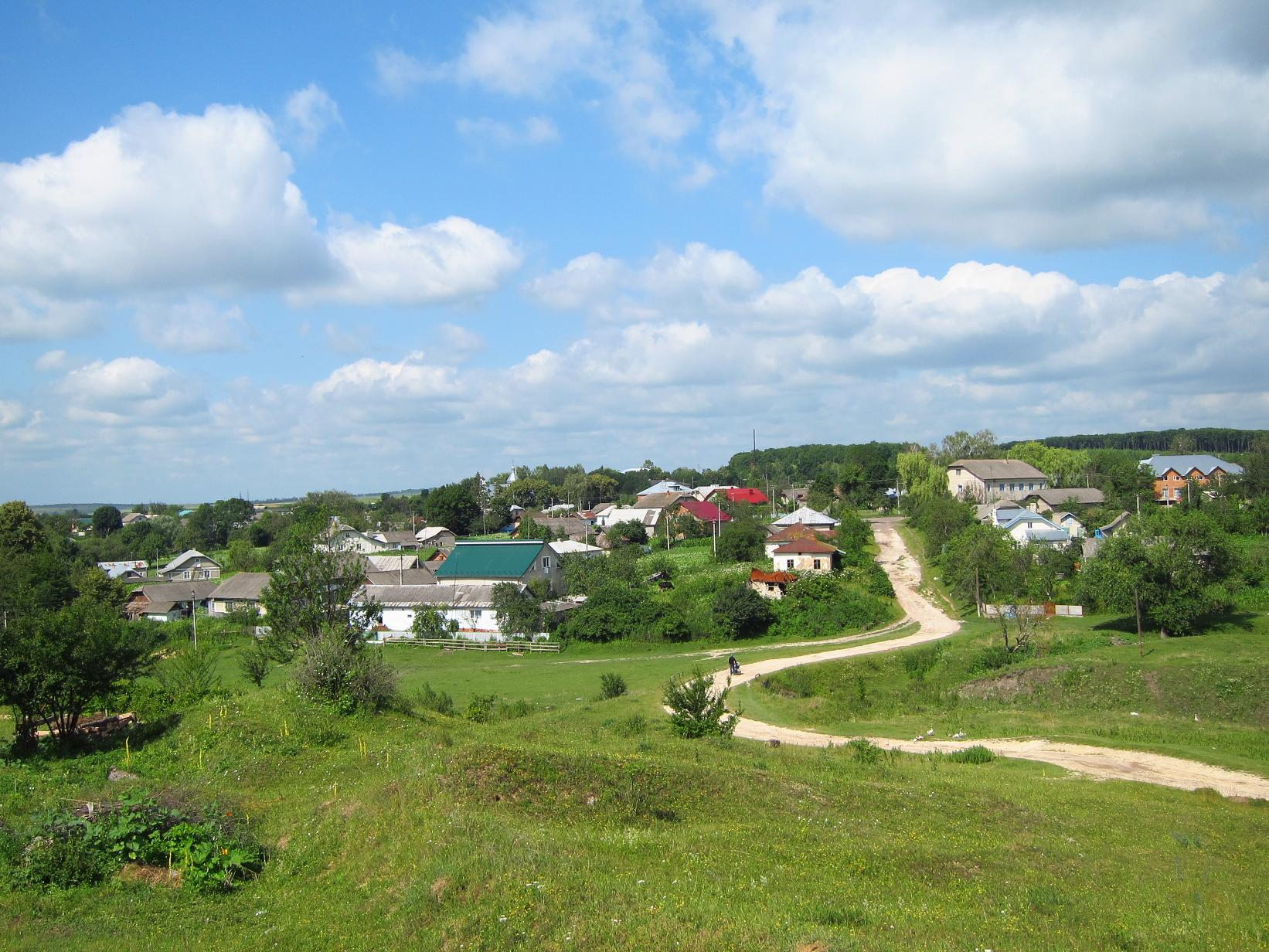

祖布列齊（羅馬化：Zubrets）是位於烏克蘭西部特諾皮爾州裏喬爾特基夫區的村莊，距離波羅霍瓦1.5公里，始建於1775年，面積23.48平方公里，2001年人口1,567。